# Катастрофа Ил-14 в Витиме
Катастрофа Ил-14 в Витиме — авиационная катастрофа, произошедшая в среду 20 июля 1977 года в аэропорту Витим. Авиалайнер Авиа-14М (Ил-14М) Иркутского ОАО предприятия «Аэрофлот» начал выполнять регулярный внутренний рейс В-2 по маршруту Витим — Иркутск, но при разбеге с ВПП аэропорта Витим при размокшей полосе экипаж принял решение взлетать с края ВПП. Но при взлёте экипаж неверно высчитал направление взлёта, и разрушил четыре конуса а также опору ночного старта, после чего наконец взлетел. Спустя несколько секунд после вылета, лайнер врезался в деревянный столб ограждения аэропорта, после чего зацепил деревья на опушке леса. Далее лайнер вошёл на закритические углы атаки и перешёл в сваливание, после чего рухнул в лес в 500 метрах от аэропорта Витим, полностью разрушившись. Из находившихся на его борту 40 человек — 34 пассажиров и 6 членов экипажа, погибли 39, выжил лишь 1, получив тяжёлые ранения.

## Самолёт
Avia-14-32 (обозначение Ил-14 чехословацкого производства) с заводским номером 806109 и серийным 06-09 был выпущен заводом Avia (Прага, Чехословакия) 28 июня 1958 года. Через два дня авиалайнер продали чехословацкой авиакомпании ČSA, где он получил бортовой номер OK-MCP. К 28 октября 1975 года самолёт был продан в Советский Союз Министерству гражданской авиации, где после перерегистрации бортовой номер сменился на CCCP-52096, а обозначение модели на Ил-14М (Авиа-14М), после чего лайнер был направлен в Иркутский объединённый авиаотряд (134-й ЛО) Восточно-Сибирского управления гражданской авиации. Всего на момент катастрофы самолёт имел наработку 20 464 лётных часа и 20 467 циклов (посадок).

## Экипаж
Состав экипажа рейса В-2 был из 134-го лётного отряда Иркутского ОАО, в состав которого входили 6 человек:
- Командир воздушного судна (КВС) — Трофимов Павел Михайлович;
- Второй пилот — Кащук Александр Станиславович;
- Бортмеханик — Панфилов Владимир Михайлович;
- Бортмеханик-стажёр — Журавлев Геннадий Семенович;
- Бортрадист — Гузовский Иннокентий Яковлевич;
- В салоне самолёта работала стюардесса Смоленцова Ольга Николаевна.

## Катастрофа
Ил-14М борт СССР-52096 должен был выполнить рейс В-2 из Витима в Иркутск. Всего на борт сели 34 пассажира: 25 взрослых и 9 детей. В самом Витиме в это время небо было покрыто тучами с нижней границей на высоте 1000 метров, дул юго-восточный свежий ветер (120°, 3 м/с) и шёл дождь. Из-за дождя грунтовая взлётно-посадочная полоса размокла и на ней имелись лужи. Тем не менее, командир Трофимов принял решение взлетать, при этом взлёт должен был производиться в северном направлении по западной части полосы, что находилась в 35 метрах левее оси, так как здесь полоса была более сухая.
Но в процессе выполнения разбега командир не выдержал направление, в результате чего самолёт начало уводить влево. Когда лайнер пробежал по полосе 225 метров, его левое шасси, выйдя за пределы, врезалось в ограждающий конус и раздавило его. Спустя 345 метров от начала разбега экипаж начал поднимать переднюю стойку шасси, а через 105 метров эта стойка раздавила уже второй конус. Ещё через 100 метров (550 метров от начала разбега) уже правое шасси съехало с полосы и раздавило ещё один конус ограждения, а также опору огня ночного старта. Разгоняясь теперь по боковой полосе безопасности, авиалайнер снёс ещё один конус и опору, после чего, пробежав при разгоне в общей сложности 945 метров, наконец оторвался от земли. Однако пролетев всего 185 метров, самолёт ударился хвостовой частью о деревянный столб ограждения аэродрома, а ещё через 200 метров на высоте 14 метров зацепил левой плоскостью крыла деревья на лесной опушке, при этом отделилась часть плоскости и левый элерон. Спустя ещё 300 метров полёта, на высоте 25—30 метров лайнер вышел на закритические углы атаки, в результате чего потерял скорость и управляемость. Перейдя в сваливание, он вошёл в правый крен и опустил нос, после чего под углом тангаж 45—50° и с правым креном 50—55° в 500 метрах от конца полосы и в 225 метрах левее продолжения её оси врезался в землю в лесу, разрушился и сгорел. В происшествии выжил пассажир 1956 года рождения, получив ранения. Все остальные 39 человек (6 членов экипажа и 33 пассажира) погибли. 

## Причины
По мнению комиссии, виновником катастрофы стал командир экипажа, который принял решение взлетать с размокшей грунтовой ВПП, несмотря на то, что она не отвечала установленным требованиям, а в процессе разбега не предотвратил уклонение авиалайнера. Сопутствовали катастрофе следующие факторы:
1. Размокшая полоса была непригодна для взлёта.
2. Диспетчер разрешил взлёт с непригодной полосы, да ещё с попутным ветром.
3. В аэропорту плохо велись метеонаблюдения.
4. Неудовлетворительная работа авиадиспетчеров по выполнению управления воздушным движением.